# Secular Haze
"Secular Haze" é uma canção da banda de rock sueca Ghost. A faixa foi lançada como o primeiro single do segundo álbum de estúdio do grupo, Infestissumam. A canção alcançou o número 22 nas paradas oficiais finlandesas.

## Antecedentes e lançamento
Em 14 de dezembro de 2012, o site SecularHaze.com foi criado pela Ghost. O site continha um clipe de som de uma nova música do Ghost sem vocais. Na página havia um relógio correndo para trás e cinco velas, cada uma tocando um elemento da nova música quando o usuário passava o mouse sobre ela. No dia seguinte, a banda enviou uma nova música para seu canal oficial no YouTube, também chamado de "Secular Haze". Mais tarde naquele dia, eles realizaram um show especial em sua cidade natal de Linköping, Suécia, apresentando todo o disco Opus Eponymous junto com "Secular Haze" e seu cover de "I'm a Marionette". Antes de "Secular Haze" ser tocada, Papa Emeritus, vocalista da banda, desapareceu no escuro do palco para ser substituído por Papa Emeritus II. Após este concerto, SecularHaze.com foi atualizado para incluir uma sexta vela contendo a faixa vocal da música "Secular Haze". Quatro dias depois, a banda anunciou o título de seu segundo álbum, Infestissumam, junto com a página da web Infestissumam.com que mostrava a lista de faixas do álbum.

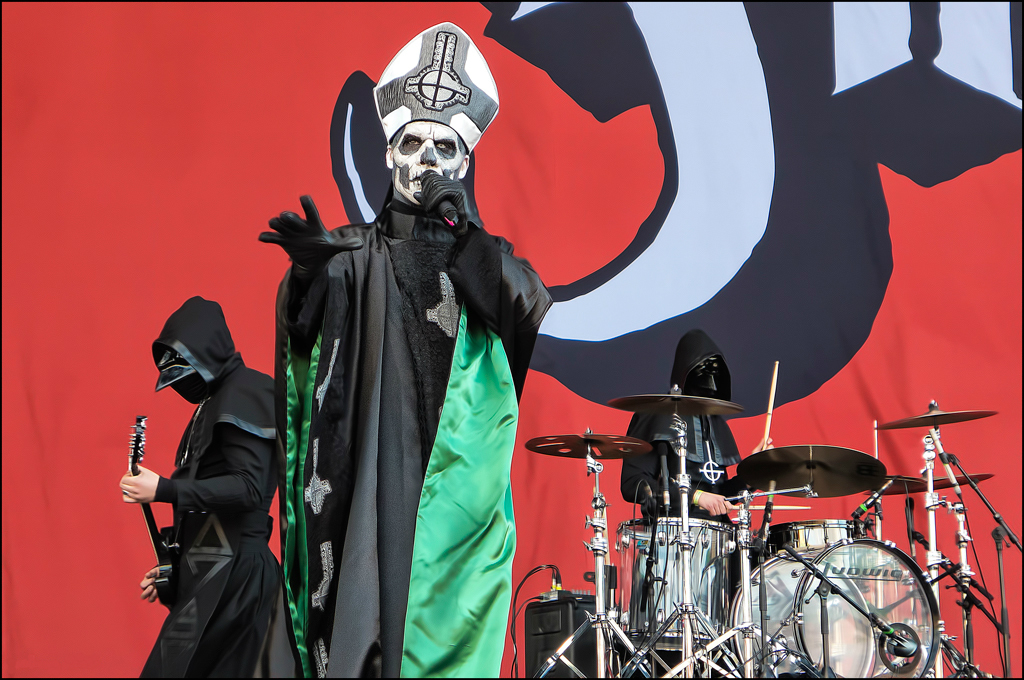
Ghost se apresentando na Espanha no Sonisphere Festival, 2013

"Secular Haze" foi o primeiro single do álbum, dado como um download digital gratuito para os fãs que se inscreveram na lista de e-mail da banda a partir de 15 de dezembro de 2012. Uma prensagem limitada de discos de vinil de 10" do single foi lançada mais tarde. Ao escolher "Secular Haze" como o primeiro single, um Ghoul disse "queríamos apresentar uma música do novo álbum que se destacasse por si só, mas sem estar muito longe do primeiro álbum". O lado B do single é o cover de "I'm a Marionette" do ABBA, que apresenta Dave Grohl do Nirvana e Foo Fighters na bateria e na produção. A colaboração aconteceu quando, antes de ir para Nashville para gravar o álbum, o Ghost tinha várias demos de covers e estava discutindo se eles deveriam colocá-las no álbum. " ... estávamos em um festival na Europa e o Foo Fighters estava tocando, e sabíamos que Dave era um fã, e [quando conversamos com ele] depois de alguns apertos de mão e algumas risadas, ficamos tipo Ok, então você gostou da banda? Então você quer fazer alguma coisa? E ele disse sim, e um mês depois estávamos em [seu estúdio em] L.A. fazendo isso." A versão do Ghost de "I'm a Marionette" foi incluída nas edições deluxe e japonesa de Infestissumam. Ela e o outro material gravado com Grohl também foi lançado no EP If You Have Ghost, que também inclui uma performance ao vivo de "Secular Haze". A banda Tub Ring fez um cover da música em seu álbum de 2017 A Choice of Catastrophes.

## Videoclipe
Ghost gravou seu primeiro videoclipe para "Secular Haze" em Linköping, com o diretor Amir Chamdin. Foi carregado para o canal oficial da banda no YouTube em 19 de fevereiro de 2013. O vídeo mostra uma performance da banda em um palco, lembrando um programa de televisão dos anos 1970.

## Lista de músicas
| N.º | Título             | Compositor(es)                 | Duração |  |
| 1.  | "Secular Haze"     | A Ghoul Writer                 | 5:11    |  |
| 2.  | "I'm a Marionette" | Benny Andersson, Björn Ulvaeus | 4:52    |  |

## Pessoal
- Papa Emeritus II - vocais
- Nameless Ghouls - todos os instrumentistas: guitarrista solo, baixista, tecladista, baterista, guitarrista rítmico
- Dave Grohl – bateria e produção em "I'm a Marionette"
- Alan Forbes – arte